# Bésayes
 (septembre 2019).
Bésayes [bezaj] est une commune française située dans le département de la Drôme, en région Auvergne-Rhône-Alpes.
Ses habitants sont dénommés les Bésayens et les Bésayennes.

## Géographie

### Localisation
La commune est située à environ 15 km à l'est de la préfecture de la Drôme Valence, au pied du massif du Vercors. Bien que d'aspect essentiellement rurale, la commune est rattachée à la communauté d'agglomération Valence Romans Agglo.
|        | Chatuzange-le-Goubet, Marches |                              |
| Alixan | Bésayes                       | Barbières                    |
|        | Charpey                       | Saint-Vincent-la-Commanderie |

### Hydrographie
La commune est arrosée par la Barberolle qui sépare, au sud, la commune de celle de Charpey.

### Climat
Pour des articles plus généraux, voir Climat d'Auvergne-Rhône-Alpes et Climat de la Drôme.
En 2010, le climat de la commune est de type climat méditerranéen altéré, selon une étude du CNRS s'appuyant sur une série de données couvrant la période 1971-2000. En 2020, Météo-France publie une typologie des climats de la France métropolitaine dans laquelle la commune est exposée à un climat de montagne ou de marges de montagne et est dans la région climatique  Moyenne vallée du Rhône, caractérisée par un bon ensoleillement en été (fraction d’insolation > 60 %), une forte amplitude thermique annuelle (4 à 20 °C), un air sec en toutes saisons, orageux en été, des vents forts (mistral), une pluviométrie élevée en automne (250 à 300 mm). 
Pour la période 1971-2000, la température annuelle moyenne est de 12,1 °C, avec une amplitude thermique annuelle de 17,6 °C. Le cumul annuel moyen de précipitations est de 924 mm, avec 8,1 jours de précipitations en janvier et 6 jours en juillet. Pour la période 1991-2020, la température moyenne annuelle observée sur la station météorologique de Météo-France la plus proche, « Rochefort-Samson_sapc », sur la commune de Rochefort-Samson à 6 km à vol d'oiseau, est de 12,4 °C et le cumul annuel moyen de précipitations est de 1 024,4 mm,. Pour l'avenir, les paramètres climatiques de la commune estimés pour 2050 selon différents scénarios d'émission de gaz à effet de serre sont consultables sur un site dédié publié par Météo-France en novembre 2022.

### Voies de communication et transports
Le territoire communal et le bourg central sont essentiellement traversé par la route département 101 (RD101) voie qui la relie avec la commune voisine d'Alixan et la commune de Valence.

## Urbanisme

### Typologie
Au 1er janvier 2024, Bésayes est catégorisée bourg rural, selon la nouvelle grille communale de densité à 7 niveaux définie par l'Insee en 2022.
Elle est située hors unité urbaine. Par ailleurs la commune fait partie de l'aire d'attraction de Valence, dont elle est une commune de la couronne,. Cette aire, qui regroupe 71 communes, est catégorisée dans les aires de 200 000 à moins de 700 000 habitants,.

### Occupation des sols
L'occupation des sols de la commune, telle qu'elle ressort de la base de données européenne d’occupation biophysique des sols Corine Land Cover (CLC), est marquée par l'importance des territoires agricoles (93,7 % en 2018), en diminution par rapport à 1990 (96,9 %). La répartition détaillée en 2018 est la suivante : 
terres arables (87,7 %), zones urbanisées (6,3 %), zones agricoles hétérogènes (5,9 %). L'évolution de l’occupation des sols de la commune et de ses infrastructures peut être observée sur les différentes représentations cartographiques du territoire : la carte de Cassini (XVIIIe siècle), la carte d'état-major (1820-1866) et les cartes ou photos aériennes de l'IGN pour la période actuelle (1950 à aujourd'hui).

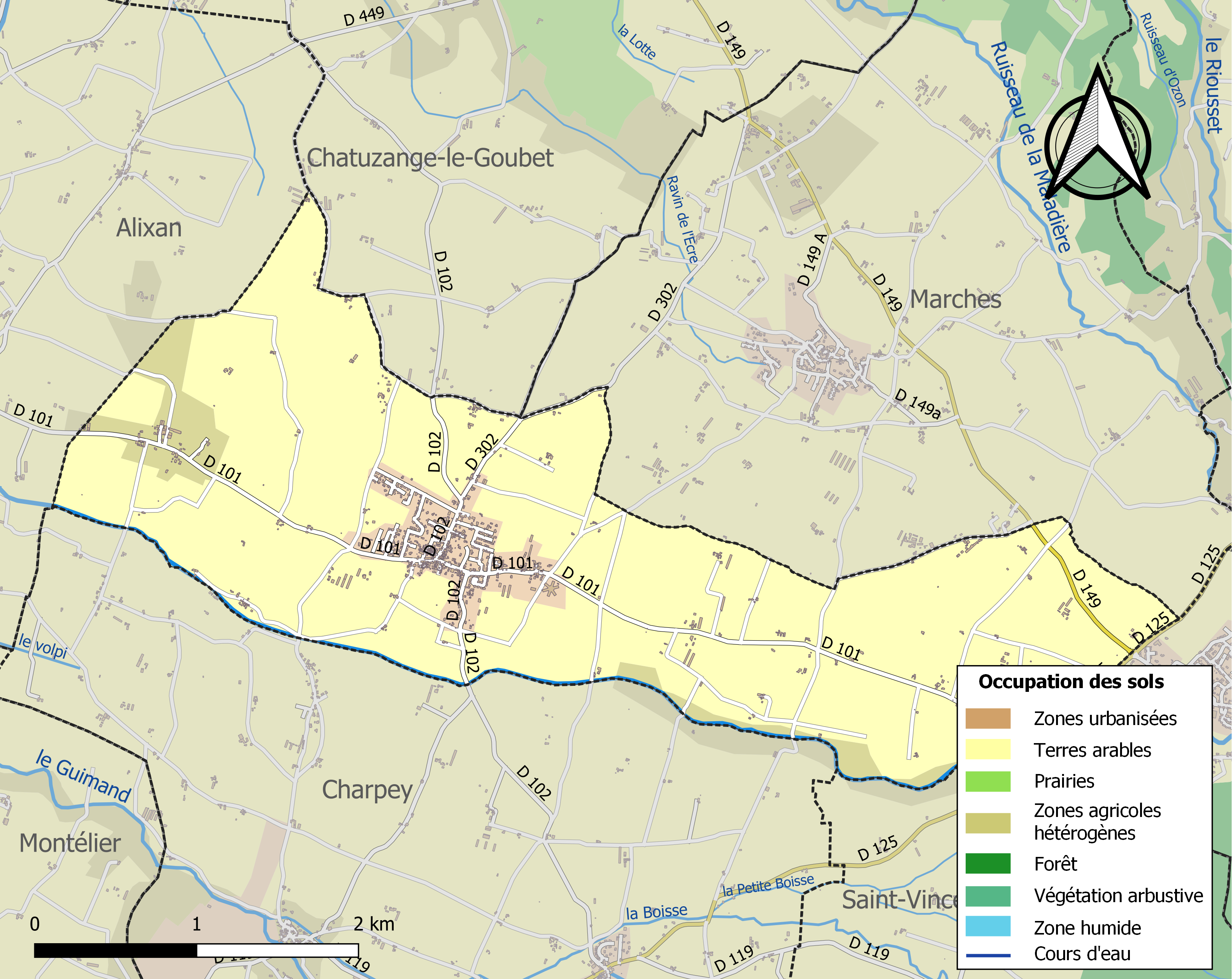
Carte des infrastructures et de l'occupation des sols de la commune en 2018 (CLC).

## Toponymie

### Attestations
Dictionnaire topographique du département de la Drôme :
- 998 : Basaicas (Charvet 270) ;
- 1070 : Basaias (cartulaire de Romans, 275) ;
- 1240 : Baisayas (cartulaire de Romans, 370) ;
- 1247 : Baisaias (cartulaire de Léoncel, 148) ;
- 1281 : Baisais (cartulaire de Léoncel, 242) ;
- XIVe siècle : mention du prieuré : Prioratus de Basayas (pouillé de Valence) ;
- 1418 : Besaes (terrier de Marches) ;
- 1449 : Bessaies / Bessayes / Besseyarum (terrier de Vernaison) ;
- XVe siècle : mention du prieuré : Prioratus de Beyseyarum (pouillé de Valence) ;
- 1494 : Baysays (archives de la Drôme, E 328) ;
- 1549 : mention de l'église Saint-Étienne : Cura Bezayarum (rôle de décimes) ;
- 1563 : Besayes sur Charpey (archives de la Drôme, E 47) ;
- 1891 : Bésayes, commune du canton de Bourg-de-Péage.

## Histoire

### Du Moyen Âge à la Révolution
La seigneurie :
- Bésayes fait partie de la terre de Charpey.
- Adhémar, seigneur.
- Cédée à l'archevêque de Vienne.
- 998 : cédée à l'évêque de Valence.
- 1500 : une partie des droits seigneuriaux appartient au prieur.

1789 (démographie) : 250 chefs de famille.
Avant 1790, Bésayes était une paroisse de la communauté de Charpey, dont l'église, dédiée à saint Étienne, était celle d'un prieuré de la dépendance de l'abbaye de Saint-Pierre de Vienne, connu dès le XIIIe siècle, et dont le titulaire avait la collation de la cure et les dîmes du lieu.

### De la Révolution à nos jours
En 1790, Bésayes devint une section de la commune de Charpey.
1792 : les habitants de Bésayes font une pétition pour être séparés de Charpey, sans succès[réf. nécessaire].
- 1871 : une demande officielle de séparation d'avec Charpey est faite auprès du préfet de la Drôme et du conseil général de la Drôme[réf. nécessaire].
- 1873 (11 juillet) : l'Assemblée nationale adopte le projet de loi sur Bésayes qui devient une commune indépendante[réf. nécessaire].
- 1873 (17 juillet) : Bésayes est séparé de Charpey pour former une commune distincte du canton du Bourg-de-Péage[12].
- 1873 (24 juillet) : publication de la promulgation de la loi sur Bésayes par le président de la République française, le maréchal de Mac Mahon[réf. nécessaire].
- 1873 (24 août) : les électeurs de la nouvelle commune de Bésayes sont convoqués pour élire douze conseillers municipaux. Le notaire Adrien Bayle contestera en vain le déroulement de cette élection, ce qui ne l'empêchera pas d'être maire à deux reprises (de 1874 à 1876, et de 1884 à 1896)[réf. nécessaire].
- 1873 (7 septembre) : le conseil municipal est installé. Lors de cette première séance, Jean-Paul Rochaland est proclamé maire, et Frédéric Chovet, adjoint au maire[réf. nécessaire].

1897 : Bésayes est relié à Romans et Valence par le chemin de fer[réf. nécessaire].
1901 : l'eau est amenée au village et un lavoir public est bâti[réf. nécessaire].
1908 : la région est parcourue par la terrible bande des chauffeurs de la Drôme qui, au quartier Chambois, tuent les époux Tortel dans d'abominables violences[réf. nécessaire].
1934 : le chemin de fer est désaffecté[réf. nécessaire].
1954 : l'église est entièrement refaite[réf. nécessaire].

## Politique et administration

### Liste des maires
| Période                                  | Période  | Identité             | Étiquette | Qualité           |
| ---------------------------------------- | -------- | -------------------- | --------- | ----------------- |
| Les données manquantes sont à compléter. |          |                      |           |                   |
| 1873                                     | 1874     | Jean-Paul Rochaland  |           |                   |
| 1874                                     | 1876     | Antoine Adrien Bayle |           |                   |
| 1876                                     | 1884     | Frédéric Chovet      |           |                   |
| 1884                                     | 1896     | Antoine Adrien Bayle |           |                   |
| 1896                                     | 1904     | Antonin Barret       |           |                   |
| 1904                                     | 1924     | Adrien Merle         |           |                   |
| 1924                                     | 1945     | Emile Chovet         |           |                   |
| 1945                                     | 1959     | Maximin Guichard     |           |                   |
| 1959                                     | 1968     | Léon Vallon          |           |                   |
| 1968                                     | 1983     | André Vassy          |           |                   |
| 1983                                     | 1995     | Pierre Grève         |           |                   |
| 1995                                     | 2014     | Jean-Paul Pain       | PS        |                   |
| 2014                                     | En cours | Nadine Manteaux      | SE        | Ingénieur conseil |

## Population et société

### Démographie
L'évolution du nombre d'habitants est connue à travers les recensements de la population effectués dans la commune depuis 1876. Pour les communes de moins de 10 000 habitants, une enquête de recensement portant sur toute la population est réalisée tous les cinq ans, les populations de référence des années intermédiaires étant quant à elles estimées par interpolation ou extrapolation. Pour la commune, le premier recensement exhaustif entrant dans le cadre du nouveau dispositif a été réalisé en 2008.

En 2022, la commune comptait 1 309 habitants, en évolution de +8,72 % par rapport à 2016 (Drôme : +2,64 %, France hors Mayotte : +2,11 %).
| 1876 | 1881 | 1886 | 1891 | 1896 | 1901 | 1906 | 1911 | 1921 |
| ---- | ---- | ---- | ---- | ---- | ---- | ---- | ---- | ---- |
| 759  | 719  | 673  | 645  | 609  | 582  | 630  | 633  | 573  |

| 1926 | 1931 | 1936 | 1946 | 1954 | 1962 | 1968 | 1975 | 1982 |
| ---- | ---- | ---- | ---- | ---- | ---- | ---- | ---- | ---- |
| 583  | 548  | 528  | 507  | 506  | 509  | 520  | 552  | 718  |

| 1990 | 1999 | 2006 | 2008  | 2013  | 2018  | 2022  | - | - |
| ---- | ---- | ---- | ----- | ----- | ----- | ----- | - | - |
| 762  | 911  | 985  | 1 006 | 1 154 | 1 238 | 1 309 | - | - |

### Enseignement
La commune est rattachée à l'académie de Grenoble.

### Manifestations culturelles et festivités
- Fête : dimanche suivant le 23 janvier[18].

### Médias
- Le Dauphiné libéré est un quotidien régional distribué sur l'agglomération de Valence. Il a une rédaction valentinoise.
- L'Écho Drôme Ardèche est un journal économique, basé à Valence. Il couvre les deux départements précités[19].
- Drôme Hebdo (anciennement Peuple Libre) est un journal hebdomadaire catholique basé à Valence. Il couvre l'actualité de tout le département de la Drôme.
- L'Agriculture Drômoise est un journal agricole et rural. Il couvre l'actualité de tout le département de la Drôme.

## Économie
En 1992 : céréales, vignes, bovins, porcins, caprins.

### Commerce et artisanat
- Une boulangerie, un salon de coiffure, une épicerie et une pharmacie[réf. nécessaire].
- Travaux publics, chaudronnerie, électricité, plaquiste, négoce et réparation automobile[réf. nécessaire].

### Tourisme
- Vue étendue sur la plaine[18].

## Culture locale et patrimoine

### Lieux et monuments
- Église Saint-Étienne de Bésayes du XIXe siècle, remaniée[18].

### Personnalités liées à la commune
- Jean Borrel, dit Botéon, mathématicien français (1492-1564), né à Charpey (paroisse de Bésayes). Il a travaillé à la résolution de la célèbre énigme de la quadrature du cercle.
- L'auteur et résistant Jean Bruller dit Vercors a séjourné à Bésayes durant la Seconde Guerre mondiale[réf. nécessaire].
- Léon Bellier (1895-1955), plus connu sous le nom de Bellières, manager de Young Perez, est né à Bésayes[réf. nécessaire].

### Héraldique, logotype et devise
|  | Bésayes possède des armoiries dont l'origine et le blasonnement exact ne sont pas disponibles. |